# Baixela

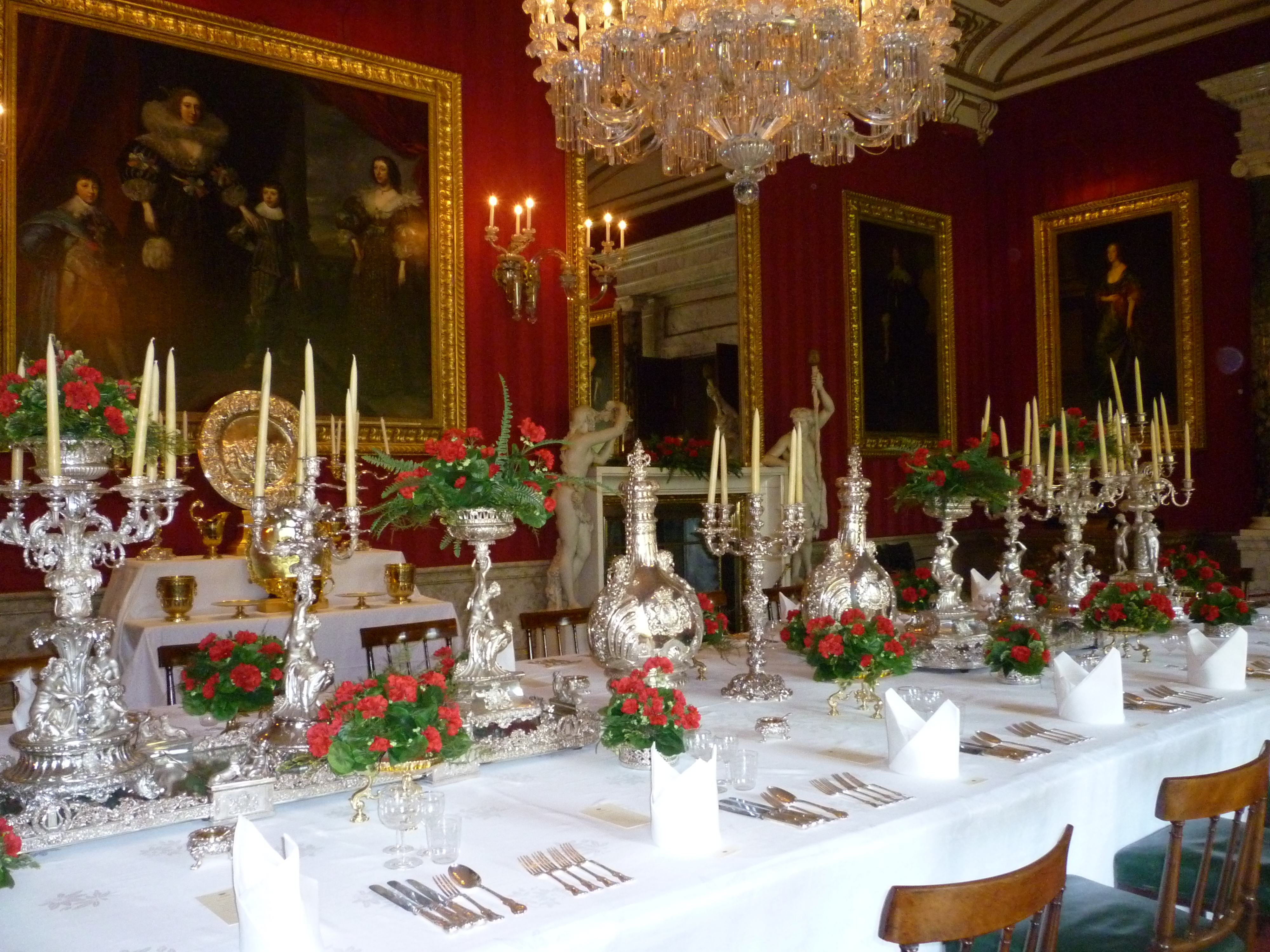
Mesa de jantar formal preparada para um grande jantar privado na Chatsworth House

Baixela (do latim vascella, pl. neutro de vascellum) é o conjunto de utensílios que compõem quaisquer serviços de mesa. Uma baixela é assim o coletivo para o conjunto de utensílios de mesa formado por pratos, talheres, copos, tigelas, cálices, xícaras/chávenas, pires, potes, panelas, caixas para manter alimentos, podendo abranger ainda utensílios de servir como cloches e salvas ou bandejas. Uma baixela pode ser produzida a partir de diferentes materiais (dos mais nobres - como prata, bronze, ouro ou porcelana - aos mais comuns terracota, faiança, ferro, alumínio, inox, madeira, vidro, etc.) 
 

A qualidade, natureza, variedade e quantidade de objetos varia de acordo com a cultura, religião, número de comensais, culinária e ocasião. Por exemplo, a cultura e a culinária do Oriente, da Índia ou da Polinésia, às vezes limitam a baixela apenas a servir refeições, usando pão ou folhas como pratos individuais e, não raro, sem o uso de talheres. No mundo ocidental, por exemplo, as ocasiões especiais geralmente são refletidas em baixelas de alta qualidade.

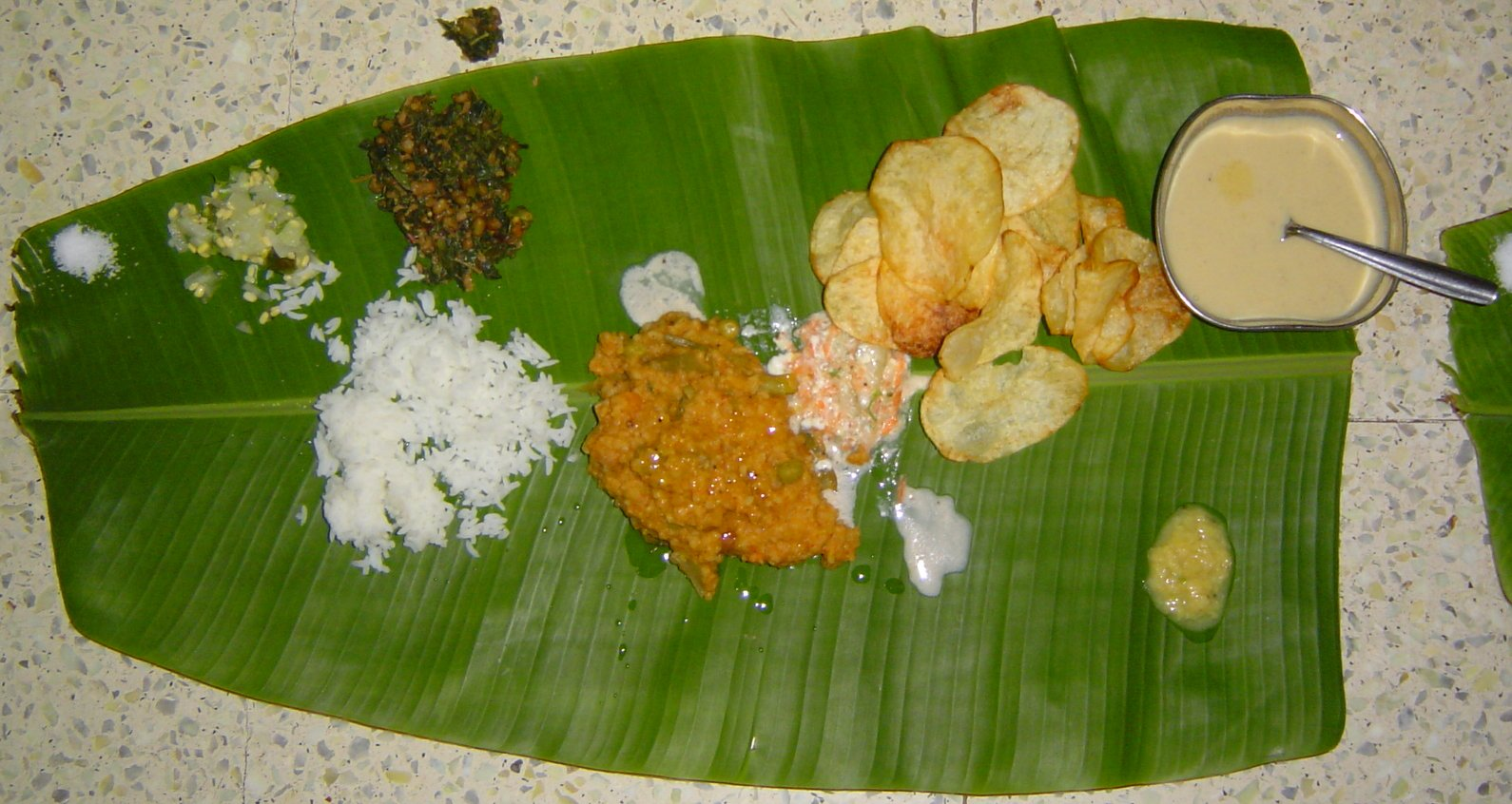
Comida servida em folha de bananeira em Karnataka, Índia

## História

### Pratos e outros recipientes
Os conjuntos de utensílios à alimentação mais antigos nas culturas ao redor do mundo não parecem ter incluído talheres, centrando-se em potes e recipientes para armazenamento e cozimento. A madeira não sobrevive bem na maioria dos lugares e, embora a arqueologia tenha encontrado poucos pratos de madeira da pré-história, eles podem ter sido comuns, uma vez que as ferramentas para moldá-los estavam disponíveis.

As elites antigas na maioria das culturas preferiam talheres em metais preciosos ("prato") à mesa; A China e o Japão foram duas grandes exceções, usando laca e, posteriormente, cerâmica fina, especialmente porcelana. Na China, as tigelas sempre foram preferidas aos pratos. Na Europa, o estanho era freqüentemente usado pelos menos abastados e, eventualmente, pelos pobres, e prata ou ouro pelos ricos. Considerações religiosas influenciaram a escolha dos materiais. Muhammad falou contra o uso de ouro na mesa, como faziam as elites contemporâneas da Pérsia e do Império Bizantino, e isso encorajou muito o crescimento da cerâmica islâmica.

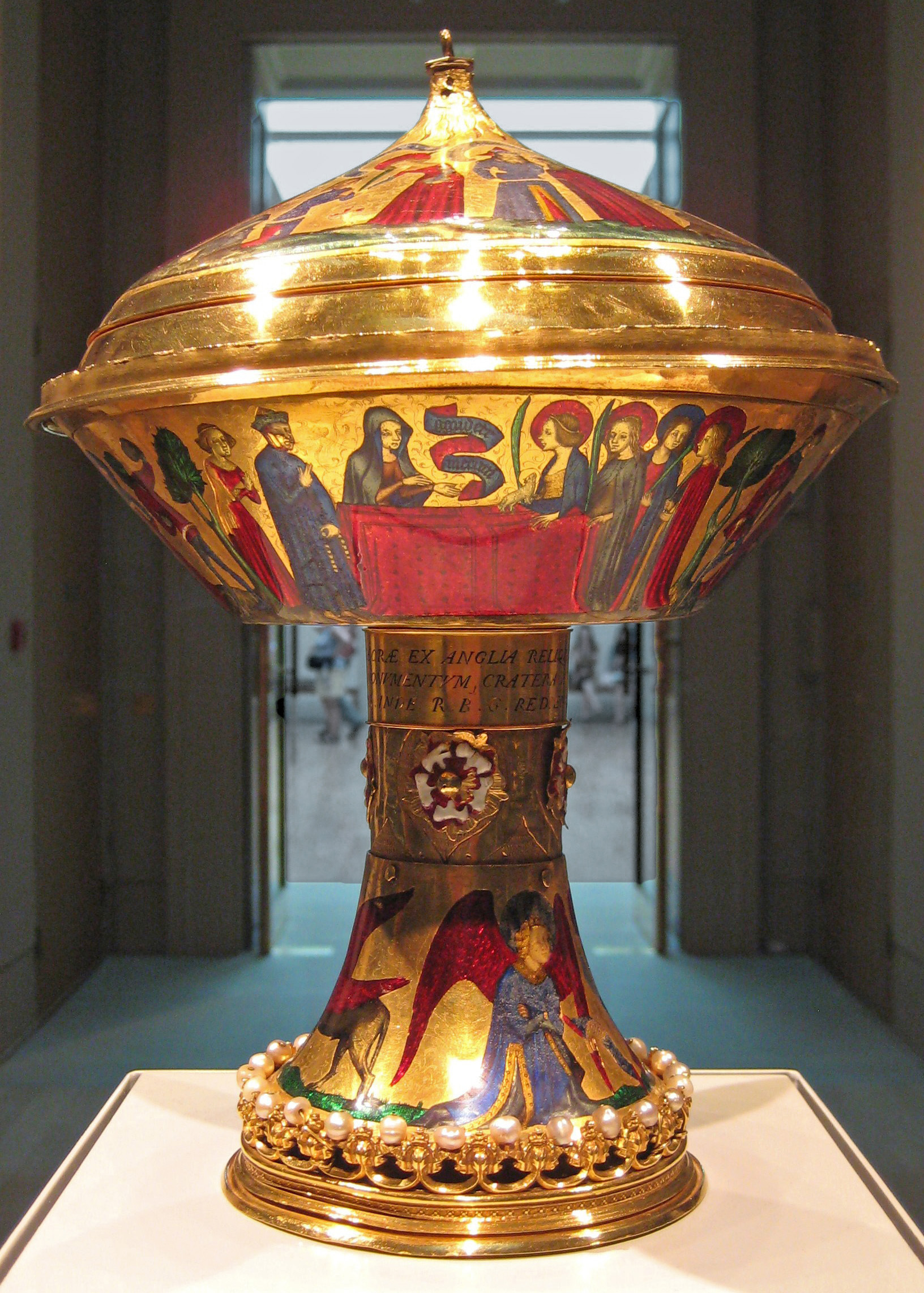
A Taça de Ouro Real, 23.6 cm de altura, 17.8 cm de diâmetro; peso 1.935 kg, Museu Britânico. Santa Agnes aparece para seus amigos em uma visão. Antes de 1391, quando era propriedade do rei da França. Um dos poucos sobreviventes medievais, ouro maciço com esmaltes.

Na Europa, as elites usavam baixelas de metais nobres, geralmente prata para os ricos e estanho para as classes médias, desde os antigos gregos e romanos até o século XVIII.